# Processus arrêté
En théorie des probabilités, un processus arrêté est un processus stochastique qui garde la même valeur à partir d'un instant donné (éventuellement aléatoire). Par exemple, dans la modélisation d'un jeu d'argent, comme une succession de mises à la roulette, ce concept peut rendre compte de la notion d'arrêt au bout d'un certain nombre de parties, ou d'arrêt quand un certain seuil de gain ou de perte a été franchi, sans devoir écrire une modélisation spécifique pour chaque condition d'arrêt, mais en exploitant celle du « jeu de roulette infini » comme cadre général.

## Définition
Soient
- {\displaystyle (\Omega ,{\mathcal {F}},\mathbb {P} )} un espace de probabilité;
- {\displaystyle (\mathbb {X} ,{\mathcal {A}})} un espace mesurable, l'espace d'états ;
- {\displaystyle X:[0,+\infty )\times \Omega \to \mathbb {X} } un processus stochastique ;
- {\displaystyle \tau :\Omega \to [0,+\infty ]} un temps d'arrêt par rapport à une filtration {\displaystyle \{{\mathcal {F}}_{t}|t\geq 0\}} de la σ-algèbre {\displaystyle {}{\mathcal {F}}}.

Le processus arrêté {\displaystyle X^{\tau }} est défini pour {\displaystyle t\geq 0} et {\displaystyle \omega \in \Omega } par: {\displaystyle X_{t}^{\tau }(\omega ):=X_{\min\{t,\tau (\omega )\}}(\omega )}